# Evgen Vavken
Evgen Vavken slovenski travmatolog, visokošolski učitelj, alpinist in gorski reševalec, * 3. junij 1927, Ljubljana, † 21. november 2007, Ljubljana.

## Življenjepis
Vavken se je rodil v družini profesorja klasične filologije Evgena Vavkna in Ane Vavken, roj. Vidali. Po drugi svetovni vojni je maturiral na klasični gimnaziji v Ljubljani in se vpisal na medicinsko fakulteto. Študij medicine je zaključil leta 1952. Specializacijo iz splošne kirurgije je opravil pri prof. Božidarju Lavriču.
Vsa službena leta je posvetil splošni kirurgiji, predvsem travmatologiji in reanimatologiji. Znan je bil tudi po izredno širokem splošnem medicinskem znanju in praksi. Deloval je na Travmatološki kliniki Univerzitetnega kliničnega centra Ljubljana. Bil je avtor številnih strokovnih in znanstvenih člankov s področja travmatologije, rehabilitacije, višinske medicine in poškodb v visokogorju. Velik del poklicne poti je opravljal funkcijo sodnega izvedenca za področje kirurgije. Pri delu je bil inovativen, oblikoval je napravo za elektrostimulacijo tetraplegičnih bolnikov z implantiranim radijskim sprejemnikom. Leta 1973 je zagovarjal doktorsko disertacijo z naslovom Možnosti rehabilitacije bolnikov z implantacijo elektronskih stimulatorja aktivacijo skeletnih nevromuskularnih sistemov in tako postal eden prvih doktorjev znanosti na področju medicine. Disertacijo je uspešno predstavil v Združenih državah Amerike, pri nas pa je za raziskovalno delo prejel nagrado Kidričevega sklada. Redno se je izpopolnjeval in opravljal operativne posege tudi na Švedskem, v Nemčiji, Veliki Britaniji in Švici. 
Bil je član številnih alpinističnih odprav, med drugim prve jugoslovanske odprave na Mount Everest leta 1979. Prav tako je bil pionir med zdravniki v gorski reševalni službi, med drugim tudi reševalec-letalec. Za to delo je bil odlikovan z medaljo zaslug za narod, za dosežke na področju alpinizma pa z Bloudkovo nagrado. V gorski reševalni službi je deloval 60 let.
Udeleževal se je tudi reševalnih akcij ob naravnih nesrečah doma in v tujini. Med bolj odmevnimi akcijami sta bili posredovanji zaradi snežnih plazov na Bovškem 1952 ter katastrofalna potresa v Skopju in na Siciliji.
Med prijatelji je bil znan pod imenom Muma. Umrl je 21. novembra 2007, pokopan je na ljubljanskih Žalah.